# Cladonia portentosa
Cladonia portentosa ist eine reich verzweigte Strauchflechte. Sie kennzeichnet lichtreiche Standorte auf sauren, mageren Böden. Die Flechte wird auch als Ebenästige Rentierflechte bezeichnet.

## Beschreibung
Die Ebenästige Rentierflechte wächst strauchartig dem Boden aufliegend. Sie zeichnet sich durch eine relativ regelmäßige, allseitswendige Verzweigung aus. Dies unterscheidet sie von der ähnlichen Echten Rentierflechte (Cladonia rangiferina) oder auch Cladonia arbuscula, deren Zweigenden in eine Richtung geneigt sind. Die hohlen Stämmchen (Podetien) wachsen aufrecht und sind von weiß-grünlicher oder gräulicher Farbe im Schatten oder gelblich an sonnigen Standorten. An der Spitze sind sie häufig gebräunt. Sie tragen keine Blättchen oder Schuppen. Die Oberfläche wirkt filzig. Fruchtkörper (Apothecien) werden selten entwickelt.

## Verbreitung und Standort
Die Art ist atlantisch-subatlantisch in der sommergrünen Laubwaldzone verbreitet. Dort wächst sie auf kargen, sauren Böden und felsigem Untergrund in Zwergstrauchheiden, Sandtrockenrasen und lichten Wäldern (Kiefernwälder oder magere Eichen- und Buchenwälder) vom Tiefland bis in die subalpine Höhenstufe.